# The Gods (banda)
The Gods fue una banda británica de rock psicodélico, fundada en Hertfordshire en 1965, y disuelta en 1970.

## Descripción
Verdadero semillero del rock inglés, contó entre sus miembros -entre otros- al organista y cantante Ken Hensley, el baterista Lee Kerslake, y el bajista Paul Newton, más tarde miembros de Uriah Heep, el bajista y cantante Greg Lake (luego en King Crimson y Emerson, Lake & Palmer), el bajista y segundo vocalista de Jethro Tull John Glascock, o el guitarrista Mick Taylor, quien brillara a la postre en The Rolling Stones.
Comandados por Ken Hensley en teclados y voz, durante su carrera The Gods llegaron a editar dos álbumes de estudio, y tres singles, disolviéndose hacia 1970, cuando Hensley decidió abocarse a otros proyectos -algunos simultáneos-, como Toe Fat, el grupo Head Machine, o la que sería su banda principal: Uriah Heep.

## Discografía

### Álbumes
- Genesis (1968)
- To Samuel a Son (1969)

### Sencillos
- Baby's Rich/Somewhewre in the Street (1968)
- Hey Bulldog/Real Love Guaranteed (1969)
- Maria/Long Time, Sad Time, Bad Time (1969)

## Formación

### Última
- Ken Hensley – órgano, guitarra y voz (1965-1970; falleció en 2020)
- Joe Konas – guitarra y canto (1965-1970)
- Alan Shacklock – guitarra (1967-1970)
- John Glascock – bajo (1965-1967, 1969-1970; falleció en 1979)
- Lee Kerslake – batería (1969-1970; falleció en 2020)

### Exmiembros
- Mick Taylor – guitarra (1965-1967)
- Paul Newton – bajo (1967-1968)
- Greg Lake – bajo (1968-1969; falleció en 2016)
- Brain Glascock – batería (1965-1967)
- Alex Napier – batería (1967-1969)